# 시부키 란
시부키 란(일본어: 紫吹 蘭)/보라는 아케이드 게임, 텔레비전 애니메이션 《아이 엠 스타!》의 등장인물이다.

## 소개
- 학년: 고등부 2학년
- 생일: 8월 3일
- 별자리: 사자자리
- 혈액형: AB형
- 좋아하는 음식: 채소 스틱, 요구르트, 김
- 싫어하는 음식: 생선구이
- 특기: 워킹, 포징
- 키: 163cm
- 이미지 컬러:      보라
- 타입: 섹시
- 좋아하는 브랜드: 스파이시 아게하/스파이시 버터플
- 소속 그룹: 솔레이유, STAR☆ANIS, 솔레이유&루미나스

처음에는 칸자키 미즈키, 이치노세 카에데와 함께 트라이스타에 소속되었으나, 친한 친구인 이치고, 아이이와 떨어져 지냄으로 인한 외로움으로 인해 탈퇴하여 솔레이유로 이적했다.
텔레비전 애니메이션 시즌 2까지는 주연으로 등장하다가 시즌 3부터는 조연으로 등장. 적갈색의 스트레이트 롱 헤어가 특징이며, 눈동자는 보라색. 수업 시간에는 포니테일을 나비 모양의 리본으로 묶어 놓는다.

## 상세
별명은 아름다운 칼날/아름다운 가시이며, 경력 15년차의 베테랑 아이돌로, 츤데레적이고 살짝 부끄러움을 타는 성격을 가지고 있다.
쨩을 붙이는 것을 좋아하지 않는다. 쉬는 날에는 포징 연습을 한다. 패션쇼 오디션 이후로 이치고, 아오이와 친해지게 되었지만 2기 때 전속 톱 모델로 마스코트 캐릭터 에비퐁/새우퐁의 팬이자 이 에비퐁/새우퐁 전속 톱 모델.
미즈키, 이치고, 아오이, 오토메, 유리카, 카에데, 소라와 친구이며, 현재는 그룹과 모델 겸 솔로가수를 병행하고 있다.

## 참여곡
※ 솔로로 불렀을 경우 굵게 표시.
- 「Signalize!」
- 「ダイヤモンドハッピー」 / 「다이아몬드 해피!」
- 「KIRA☆Power」 / 「STAR☆POWER」
- 「SHINING LINE」 / 「Shining Line」
- 「カレンダーガール」 / 「Calendar Girl」
- 「ヒラリ／ヒトリ／キラリ」 / 「드리밍 샤이닝 플라잉」
- 「オリジナルスター☆彡」 / 「오리지널 스타」
- 「Move on now!」 (9화)
- 「アイドル活動!」 / 「I am Star!」 (8, 29, 44, 146화)
- 「We Wish You a Merry Christmas AIKATSU Ver.」
- 「Trap of Love」 (15, 57화)
- 「Growing for a dream」※18화, 23화는 한국판 한정.
- 「放課後ポニーテール」 / 「방과 후 포니테일」 (24화)
- 「G線上のShining Sky」 / 「G선상의 Shining Sky」 (27, 28화)
- 「fashion check!」
- 「Take Me Higher」 (33, 34, 35, 36화)
- 「右回りwonderland」 / 「wonderland」
- 「Kira・pata・shining」 / 「Cari・Tas・Shining」 (67화)
- 「アラビアンロマンス」 /  「아라비안 로맨스」※한국판 한정.
- 「Good morning my dream」 (125화)